# Song Ngư (chòm sao)
Chòm sao Song Ngư (雙魚), (tiếng La Tinh: Pisces, biểu tượng ) là một trong 48 chòm sao Ptolemy và cũng là một trong 88 chòm sao hiện đại, mang hình ảnh đôi cá. Chòm sao Song Ngư là một trong các chòm sao hoàng đạo. Điểm phân xuân đang nằm trong chòm sao này.
Chòm sao lớn này có diện tích 889 độ vuông, chiếm vị trí thứ 14 trong danh sách các chòm sao theo diện tích. Chòm sao Song Ngư nằm kề các chòm sao Tam Giác, Tiên Nữ, Phi Mã, Bảo Bình, Kình Ngư, Bạch Dương.

## Tên gọi
Nhiều dân tộc nhìn thấy hình ảnh con cá hay đôi cá trong chòm sao hoàng đạo này. Theo thần thoại Hy Lạp, nữ thần Aphrodite và con trai Eros đang đi dạo trên bờ sông Eufrat thì bất ngờ đối mặt với khổng lồ Typhon trăm đầu. Typhon có thể hóa phép thành người, chó hay thành rồng và nó hủy hoại bất cứ cái gì nó thấy. Nữ thần cùng con trai hoảng sợ, nhảy xuống trốn dưới nước sông Eufrat, hóa thành hai con cá. Để khỏi lạc nhau, hai mẹ con nối đuôi cá của mình với nhau bằng một dải băng.

## Thiên thể
Các thiên thể đáng quan tâm
- Sao Al Risha, ký hiệu: α Psc, là hình ảnh cái gút, nằm trên dải băng nối đuôi hai con cá
- Sao đôi ζ Psc
- Sao lùn trắng van Maanen
- Thiên hà êlíp M 74
- Thiên hà NGC 488, một thiên hà xoắn ốc
- Cụm thiên hà Song Ngư